# São Domingos (Santiago do Cacém)
São Domingos é uma povoação portuguesa do Município de Santiago do Cacém que foi sede da extinta Freguesia de São Domingos, freguesia que tinha 124,15 km² de área e 854 habitantes (2011), e, por isso, uma densidade populacional de 6,9 hab/km².
A Freguesia de São Domingos foi extinta e agregada à Freguesia de Vale de Água, criando a União das freguesias de São Domingos e Vale de Água. 
Esta antiga freguesia, dotada de solos férteis, fica próximo da barragem de Fonte Serne. Para chegar a S. Domingos siga a Estrada Nacional 261, contemplando ao longo do percurso uma paisagem onde predomina o verde das árvores que crescem ao longo da ribeira.
A ribeira de S. Domingos corre numa área muito extensa, até Alvalade.
Constitui uma importante fonte de riqueza para as culturas de regadio. A sua várzea abrange uma área muito extensa onde se cultiva o arroz, tomate e milho.
O seu topónimo deriva da devoção a S. Domingos, consequência da evangelização por frades dominicanos.
Fazem parte de S. Domingos os lugares de Foros do Locário e Foros da Casa Nova.

## História
Na freguesia foi inaugurado um 2014 o Museu da Farinha e o Turismo Rural Casas da Moagem, fruto da recuperação da antiga fábrica de moagem de José Mateus Vilhena.
Pelos achados arqueológicos que se têm encontrado em vários lugares, sabe-se que a região foi habitada desde o tempo do homem primitivo, sendo posteriormente ocupada pelos Romanos e certamente pelos Mouros.
Como descreve o professor Manuel João da Silva, “durante o ano de 1981 foram descobertas “xistas” na Herdade do Pocinho, por ocasião duma remoção de terras para construir um açude.
Na Herdade do Carvalhal, perto da ribeira de S. Domingos, encontra-se grande quantidade de fragmentos de cerâmica que nos parece ser de origem Romana. No mesmo local há também abundante escória, tudo indica que existiu ali uma importante fundição de minério”.
Em 1758, Manuel Rodrigues Manço era o pároco de S. Domingos, que referiu como atividades importantes a extração da cortiça, venda de carvão e criação de animais, como as cabras, porcos, vacas e ovelhas. Três anos antes o terramoto de 1755 arruinou bastante a igreja paroquial, levando ao desespero o padre Manço que a todos dirigiu pedidos de esmola para o conserto da sua “casa”.
No seu relato refere que a freguesia possuía cento e trinta e três fogos, embora o número de habitantes fosse flutuante, devido à extensão e às actividades que eram exercidas no território.
A tradição oral conta um episódio que remonta ao ano de 1834 quando D. Miguel, que seguia de Alvalade para Sines rumo ao exílio, parou nesta povoação para matar a sede tendo recebido um copo de água das mãos de uma pobre velha, que vivia perto do poço da aldeia.
“A aldeia de S. Domingos tinha em 1800, 30 fogos, rendia ao pároco dois moios e meio de trigo, dois moios de cevada, e 10$000 réis pagos comenda”, descrição de padre António Macedo, em Annaes do Município, 1869.
Em 1863 a freguesia tinha 1200 habitantes.
A grande extensão de charneca produzia anualmente 15.000 sacas de carvão. A freguesia era abundante em cereais e gado, principalmente suíno, tinha muitas colmeias e caça miúda. Outrora existiu uma moagem e um lagar de azeite.
Na madrugada de 3 de novembro de 2006, entre a meia-noite e as duas da madrugada, caíram chuvas muito intensas que provocaram diversos estragos, nomeadamente a inundação de casas e ruas, o arrastamento de animais e carros, vias danificadas e a queda da ponte de acesso principal à localidade de S. Domingos, localizada na EN390 sobre a ribeira de S. Domingos.
Em 2013, a freguesia de São Domingos foi extinta e agregada à freguesia de Vale de Água (que dela tinha sido criada em 1997), criando a União das freguesias de São Domingos e Vale de Água. 

## População
| População da freguesia de São Domingos | População da freguesia de São Domingos | População da freguesia de São Domingos | População da freguesia de São Domingos | População da freguesia de São Domingos | População da freguesia de São Domingos | População da freguesia de São Domingos | População da freguesia de São Domingos | População da freguesia de São Domingos | População da freguesia de São Domingos | População da freguesia de São Domingos | População da freguesia de São Domingos | População da freguesia de São Domingos | População da freguesia de São Domingos | População da freguesia de São Domingos |
| -------------------------------------- | -------------------------------------- | -------------------------------------- | -------------------------------------- | -------------------------------------- | -------------------------------------- | -------------------------------------- | -------------------------------------- | -------------------------------------- | -------------------------------------- | -------------------------------------- | -------------------------------------- | -------------------------------------- | -------------------------------------- | -------------------------------------- |
| 1864                                   | 1878                                   | 1890                                   | 1900                                   | 1911                                   | 1920                                   | 1930                                   | 1940                                   | 1950                                   | 1960                                   | 1970                                   | 1981                                   | 1991                                   | 2001                                   | 2011                                   |
| 1177                                   | 1223                                   | 1222                                   | 1387                                   | 2013                                   | 2105                                   | 3402                                   | 4071                                   | 4468                                   | 4485                                   | 2744                                   | 2412                                   | 2119                                   | 1024                                   | 854                                    |

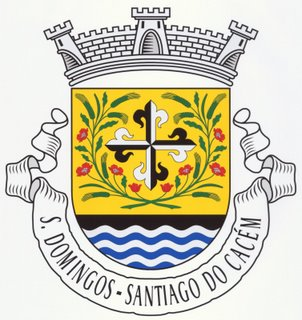
Escudo de ouro, com a cruz da Ordem de S. Domingos (cruz florenciada, gironada de negro e prata) entre dois ramos de espigas de trigo e papoilas, armadas em capela, tudo de sua cor; campanha de negro carregada de burelas ondeadas de prata e azul. Coroa mural de prata de três torres. Listel branco, com a legenda a negro, em maiúsculas: "S. DOMINGOS - SANTIAGO do CACÉM".

Com lugares desta freguesia foi criada em 1997 a freguesia de Vale de Água
| Distribuição da População por Grupos Etários | Distribuição da População por Grupos Etários | Distribuição da População por Grupos Etários | Distribuição da População por Grupos Etários | Distribuição da População por Grupos Etários | Distribuição da População por Grupos Etários | Distribuição da População por Grupos Etários | Distribuição da População por Grupos Etários | Distribuição da População por Grupos Etários | Distribuição da População por Grupos Etários |
| -------------------------------------------- | -------------------------------------------- | -------------------------------------------- | -------------------------------------------- | -------------------------------------------- | -------------------------------------------- | -------------------------------------------- | -------------------------------------------- | -------------------------------------------- | -------------------------------------------- |
| Ano                                          | 0-14 Anos                                    | 15-24 Anos                                   | 25-64 Anos                                   | > 65 Anos                                    |                                              | 0-14 Anos                                    | 15-24 Anos                                   | 25-64 Anos                                   | > 65 Anos                                    |
| 2001                                         | 127                                          | 123                                          | 481                                          | 293                                          |                                              | 12,4%                                        | 12,0%                                        | 47,0%                                        | 28,6%                                        |
| 2011                                         | 90                                           | 69                                           | 431                                          | 264                                          |                                              | 10,5%                                        | 8,1%                                         | 50,5%                                        | 30,9%                                        |